# Riabininohadros weberae
Riabininohadros weberae es la única especie del género Riabininohadros de dinosaurio ornitópodo hadrosáurido que vivió a finales del período Cretácico, hace aproximadamente entre 72 66 millones de años en el Maastrichtiense, en lo que hoy es Europa.
=
Fue nombrado originalmente como Orthomerus weberi cuando tuvo su primera descripción científica realizada por Anatoly Nikolaevich Riabinin en 1945, a partir de elementos de las extremidades posteriores de una formación sin nombrar que data de la época del Maastrichtiense en Crimea en la actual Ucrania, por entonces parte de la Unión Soviética. Los restos fueron encontrados por G.F. Weber, quien es honrada en el nombre de especie. Ya que Weber era mujer, Lev Nesov enmendó en 1995 el nombre a Orthomerus weberae. Aunque ha sido considerado como un nomen dubium en revisiones recientes de la familia Hadrosauridae, le fue dado su propio nombre de género, Riabininohadros ("gigante de Riabini") por el paleontólogo aficionado ruso Roman Ulansky en 2015. Como esta publicación no cumplía con los requisitos del Código Internacional de Nomenclatura Zoológica, "Riabininohadros" no era un nombre válido para el taxón hasta que Lopatin y Averianov publicaron formalmente como nuevo el nombre en 2020.
El holotipo, el espécimen ZGTM 5751, fue encontrado en un depósito marino sin nombre del Cretácico Tardío, del Maastrichtiano, en el monte Besh-Kosh en Crimea en una zona ammonoide de Belemnella casimirovensis. Consiste principalmente en una extremidad trasera izquierda, que incluye el fémur, la tibia, la pantorrilla, el astrágalo, el calcáneo, el segundo y tercer metatarsiano y la primera falange del segundo dedo. En 2018, se supo que Riabinin había identificado erróneamente varios elementos. También resultó estar presente una parte del hueso de la pantorrilla derecha. Se consideró que un esqueleto juvenil poscraneal excavado en Aleshino en 1965 representaba una especie diferente de  hadrosáurido.
Como Orthomerus se ha clasificado típicamente dentro o muy cerca de Hadrosauridae, Riabininohadros weberae fue colocado de manera similar por revisiones de la familia. Sin embargo, como lo discutieron Lopatin y Averianov en 2020, el fémur de Riabininohadros es muy distintivo y no tiene equivalentes morfológicos dentro de Iguanodontia, el clado que incluye a los hadrosaurios y sus parientes. En cambio, Lopatin y Averianov, en vista de su astrágalo basal, clasificaron a Riabininohadros como un miembro primitivo del clado Ankylopollexia, más específicamente dentro de Styracosterna, muy por fuera de la superfamilia Hadrosauroidea, con relaciones inciertas con otros taxones del clado.